# Taemin (álbum)
Taemin é o auto-intitulado primeiro álbum de estúdio em japonês – terceiro no total – do cantor sul-coreano Taemin, contendo doze faixas e inclui versões japonesas de músicas lançadas anteriormente por Taemin. O álbum foi lançado digitalmente em 5 de novembro de 2018, pela EMI Records e Universal Music. Seu lançamento físico está programado para 24 de novembro de 2018.

## Antecedentes e lançamento
Em setembro de 2018, a conta oficial japonesa do SHINee no Instagram postou uma medley para o próximo álbum de Taemin, embora naquela época o álbum fosse intitulado Eclipse. Também foi anunciado que o single "Eclipse" seria lançado em 26 de setembro.
Em 3 de outubro, Taemin anunciou oficialmente que lançaria seu primeiro álbum de estúdio em japonês em 28 de novembro de 2018.. Também foi anunciado que o álbum apresentaria a canção "Eclipse" como o seu primeiro single, que foi apresentado pela primeira vez durante o TAEMIN Japan 1st TOUR ~SIRIUS~. Um vídeo da versão ao vivo do single foi lançado no YouTube em 6 de novembro de 2018. O segundo single do álbum, "Mars", foi lançado em 14 de outubro de 2018.
A canção "What's This Feeling" foi lançada anteriormente como música tema do drama japonês Final Life: Even if You Disappear Tomorrow, onde Taemin atuou. O álbum também inclui duas músicas japonesas lançadas anteriormente, "Sayonara Hitori" e "Flame Of Love". "Sayonara Hitori" foi lançada no EP Sayonara Hitori em 27 de julho de 2016. Da mesma forma, "Flame Of Love" foi lançada no EP "Flame of Love" em 18 de julho de 2017.
O vídeo musical do terceiro single do álbum, "Under My Skin", foi lançado em 13 de novembro de 2018.

## Promoção
Em 24 de novembro de 2018, dará inicio ao especial de lançamento do álbum intitulado "TAEMIN WEEK", transmitido pela AbemaTV por 3 semanas consecutivas.

## Lista de faixas
| N.º            | Título                                  | Duração |  |
| 1.             | ""Eclipse""                             | 3:30    |  |
| 2.             | "Into The Rhythm"                       | 3:15    |  |
| 3.             | "Drip Drop" (Versão em japonês)         | 3:27    |  |
| 4.             | "Flame of Love"                         | 3:52    |  |
| 5.             | "Under My Skin"                         | 3:46    |  |
| 6.             | "Danger" (Versão em japonês)            | 3:12    |  |
| 7.             | "Better Man"                            | 3:33    |  |
| 8.             | "Press Your Number" (Versão em japonês) | 3:48    |  |
| 9.             | "Mars"                                  | 3:52    |  |
| 10.            | "What's This Feeling"                   | 3:41    |  |
| 11.            | "Holy Water"                            | 3:40    |  |
| 12.            | "さよならひとり (Sayonara Hitori)"      | 3:31    |  |
| Duração total: | Duração total:                          | 43:07   |  |

| Edição limitada (DVD) |                                                         |         |  |
| N.º                   | Título                                                  | Duração |  |
| 1.                    | "Danger" (Versão em coreano) (Vídeo musical)            |         |  |
| 2.                    | "Drip Drop" (Versão em coreano) (Vídeo musical)         |         |  |
| 3.                    | "Move" (Versão em coreano) (Vídeo musical)              |         |  |
| 4.                    | "さよならひとり (Sayonara Hitori)" (Vídeo musical)      |         |  |
| 5.                    | "Press Your Number" (Versão em coreano) (Vídeo musical) |         |  |
| 6.                    | "Flame of Love" (Vídeo musical)                         |         |  |
| 7.                    | "Under My Skin" (Vídeo musical)                         |         |  |
| 8.                    | "Jacket & Music Video Shooting Sketch"                  |         |  |

## Histórico de lançamento
| País         | Data                   | Formato(s)                 | Gravadora(s)  | Edição                 |
| ------------ | ---------------------- | -------------------------- | ------------- | ---------------------- |
| Mundialmente | 5 de novembro de 2018  | Download digital Streaming | EMI Universal | Padrão                 |
| Japão        | 28 de novembro de 2018 | CD CD+DVD                  | EMI Universal | Padrão Limitada [ 19 ] |